# Caenoplana coerulea
Caenoplana coerulea ist eine Art der Landplanarien in der Gattung Caenoplana, die ursprünglich aus Australien und Neuseeland stammt.

## Merkmale
Caenoplana coerulea hat einen länglichen, schmalen Körper, der eine Länge von 6 bis 12 Zentimetern erreicht. Das Vorderende hat eine rosa bis braune Färbung. Die Rückenfärbung ist glänzend schwarz bis dunkelbraun mit einem hellen Längsstreifen in der Mitte des Rückens. Die Bauchseite ist blau gefärbt.

## Verbreitung
Das ursprüngliche Verbreitungsgebiet von Caenoplana coerulea ist das östliche Australien und Neuseeland. In der Vergangenheit wurde die Art auch in unterschiedliche Gebiete auf verschiedenen Kontinenten eingeschleppt. So ist sie auf den Balearen, in Argentinien, Kanaren, Frankreich, und in den Vereinigten Staaten (Kalifornien, Florida, Georgia, Texas, South Carolina und Iowa) gefunden worden.

## Lebensraum

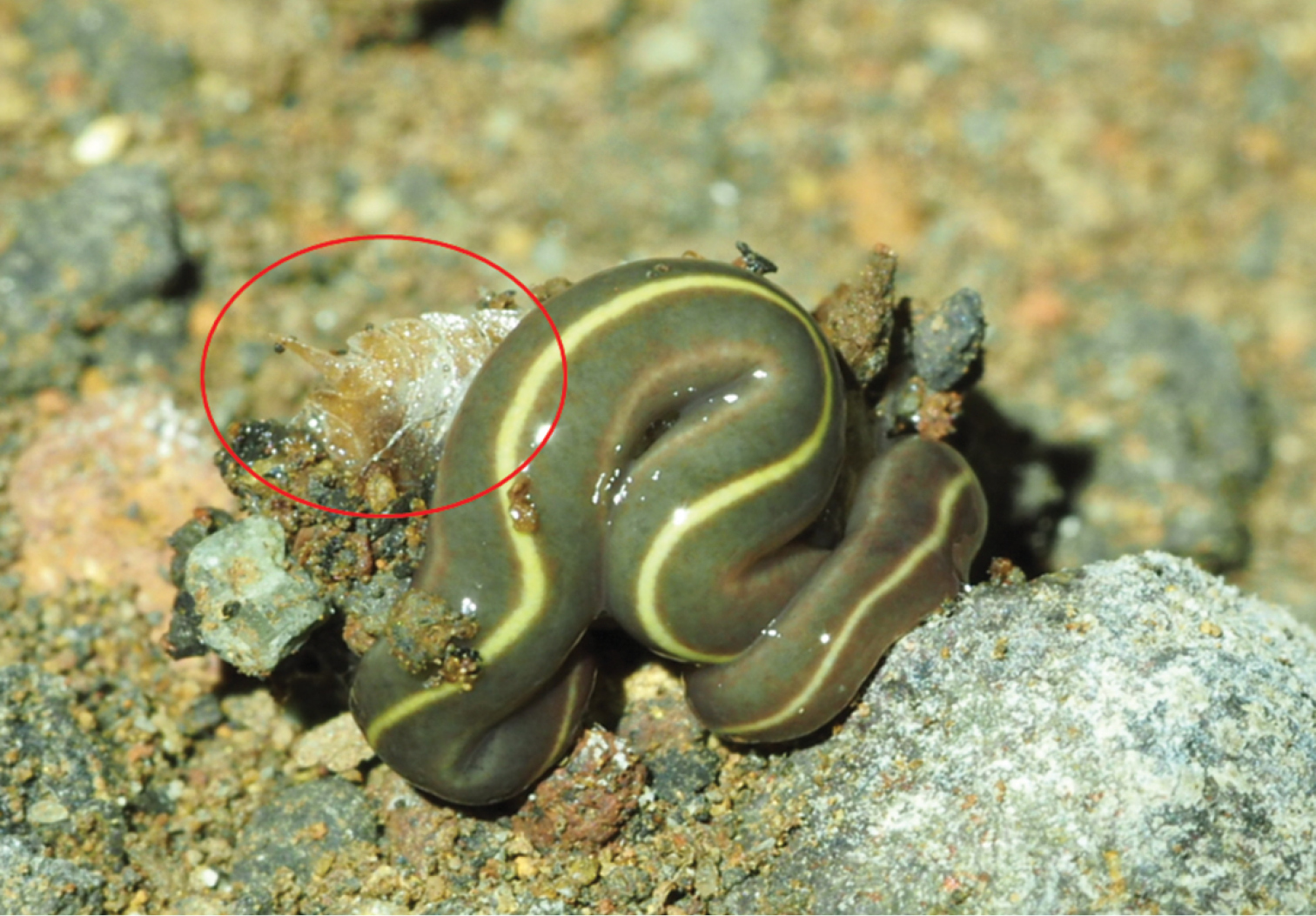
Caenoplana coerulea frisst erbeutete Assel (im roten Kreis erkennbar).

Caenoplana coerulea lebt hauptsächlich in feuchten Waldgebiet. In Trockenperioden verstecken sie sich unter Steinen, verrottendem Holz oder Laub. Nach Zeiten, in denen es geregnet hat, kann man sie häufiger an der Oberfläche sehen.

## Lebensweise
Als Räuber erbeutet Caenoplana coerulea verschiedene Wirbellose auf dem Waldboden. Zu den Beutetieren gehören verschiedene Gliederfüßer, wie Asseln, Tausendfüßer und Ohrwürmer, und Schnecken.

## Etymologie
Das Artepitheton wird aufgrund der Bauchfärbung aus dem lateinischen Wort caeruleus (dt. blau) gebildet. Hiervon leiten sich auch die englischsprachigen Raum verwendeten Bezeichnungen Blue Planarian (dt. Blaue Planarie) und Blue Garden Flatworm (dt. Blauer Gartenplattwurm) ab.

## Galerie
Die Bilder der Galerie zeigen verschiedene Farbvariationen und Detailaufnahmen.

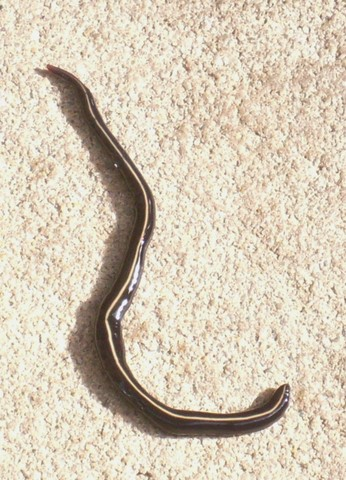
Caenoplana coerulea
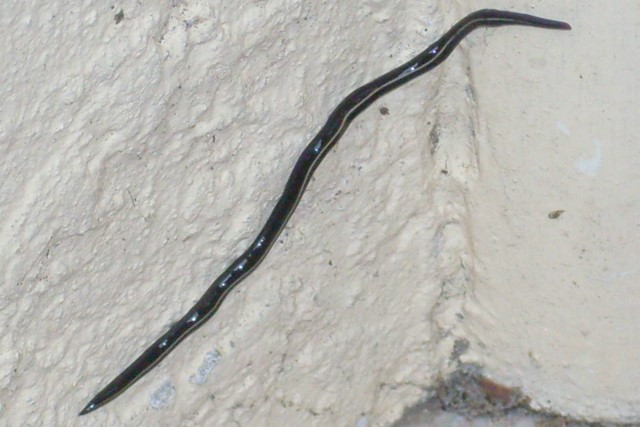
Caenoplana coerulea
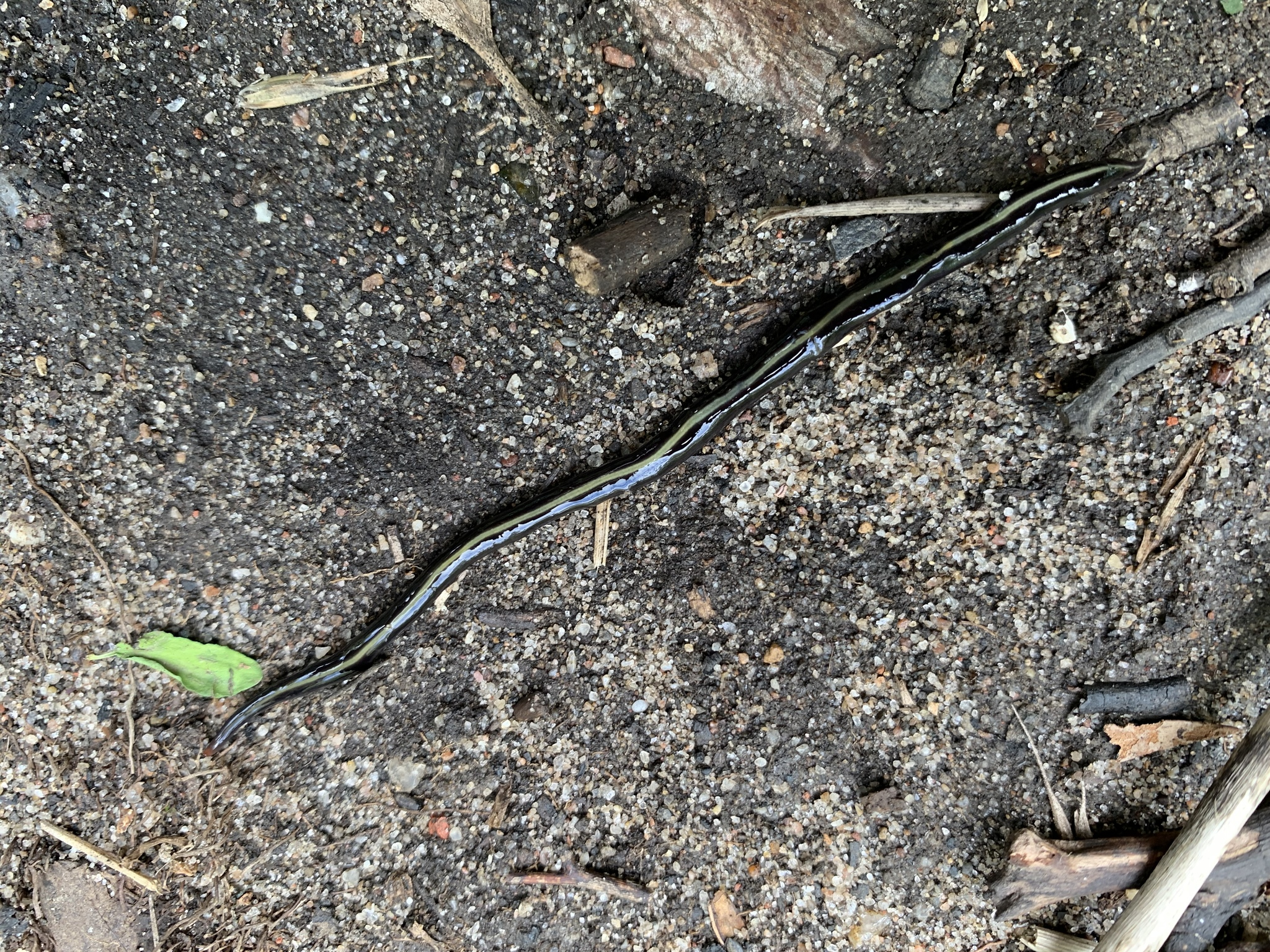
Caenoplana coerulea
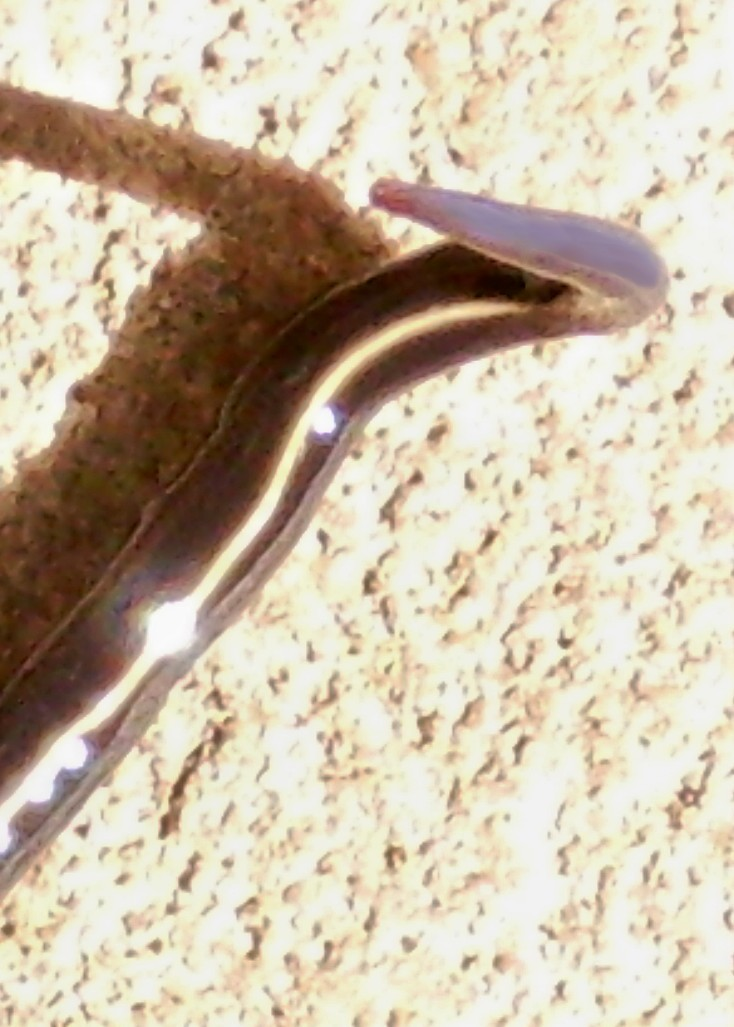
Caenoplana coerulea
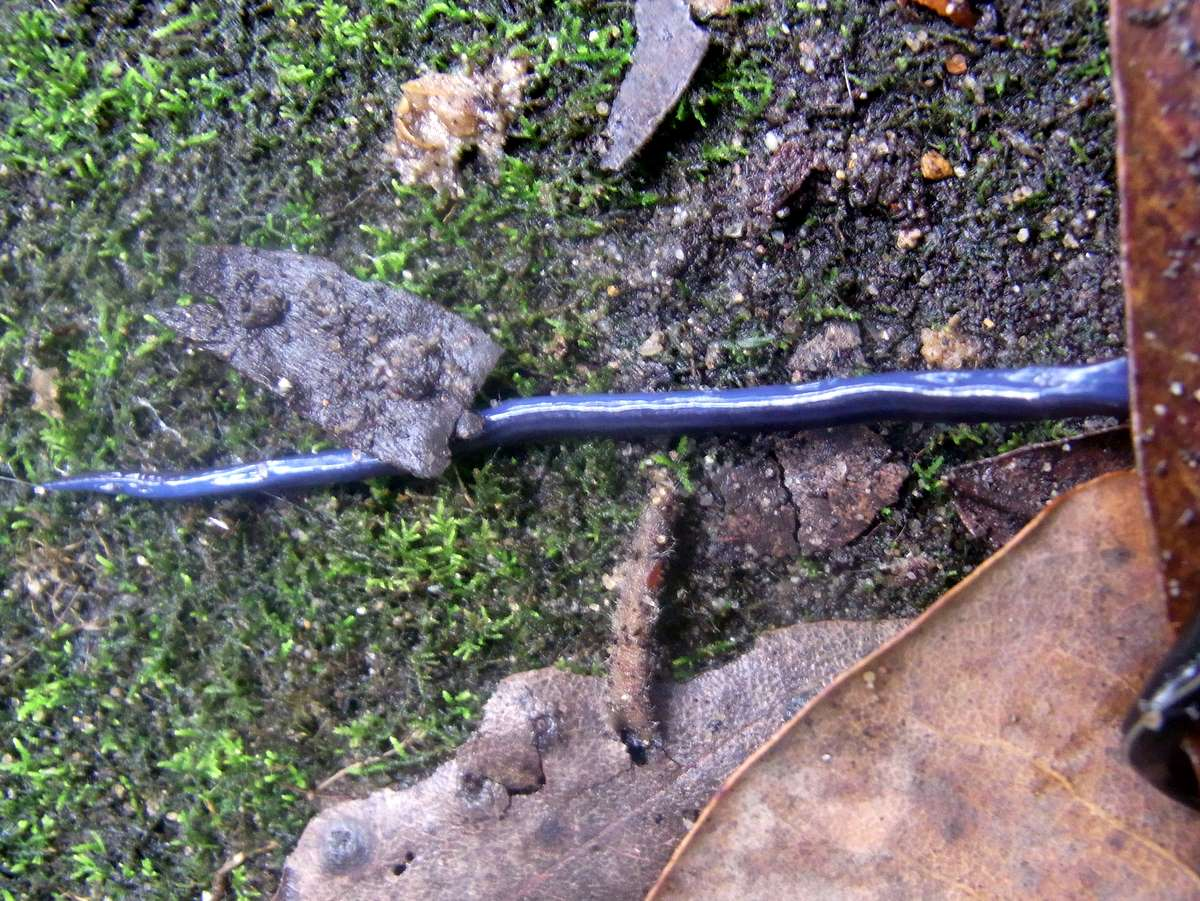
Bauchseite von Caenoplana coerulea